# Brian Kilby
Brian Leonard Kilby (26. února 1938 Coventry – 30. června 2024) byl britský atlet, běžec, mistr Evropy v maratonu z roku 1962.

## Sportovní kariéra
Svůj první maraton absolvoval v roce 1960. Kvalifikoval se na olympiádu v Římě, kde doběhl na 29. místě. Největších úspěchů dosáhl v roce 1962. Zvítězil v maratonu na mistrovství Evropy v Bělehradě i na Hrách Commonwealthu. V následující sezóně vylepšil britský rekord v maratonu časem 2:14:43. Startoval také na olympiádě v Tokiu, kde doběhl na čtvrtém místě.